# Invalidität (berufliche Vorsorge in der Schweiz)
Die Invalidität im Sinne der beruflichen Vorsorge in der Schweiz ist die Invalidität der so genannten zweiten Säule des Drei-Säulen-Systems. Sie knüpft im obligatorischen Bereich an die Invalidität im Sinne der Invalidenversicherung als Bestandteil der ersten Säule an. Besteht ein Anspruch auf Invalidenrente nach dem Bundesgesetzes über die Invalidenversicherung (IVG), so liegt grundsätzlich auch ein Rentenanspruch im Sinne der obligatorischen beruflichen Vorsorge vor. Im überobligatorischen Bereich der beruflichen Vorsorge sind die Vorsorgeeinrichtungen grundsätzlich frei, in ihren Reglementen eigene Voraussetzungen und Leistungen für die überobligatorische Invalidenrente zu bestimmen.

## Invalidität im obligatorischen Bereich

### Leistungsanspruch
Anspruch auf obligatorische Invalidenleistungen aus einer Vorsorgeeinrichtung mit reglementarischen Leistungen haben Personen, die:
- im Sinne der Invalidenversicherung zu mindestens 40 % invalid sind und bei Eintritt der Arbeitsunfähigkeit, deren Ursache zur Invalidität geführt hat, bei einer Vorsorgeeinrichtung mit reglementarischen Leistungen versichert waren[1]. Die Versicherteneigenschaft muss nur zum Zeitpunkt des Eintritts der Arbeitsunfähigkeit bestehen. Nicht nötig ist, dass diese auch noch zum Zeitpunkt des Eintritts der Invalidität vorliegt. Andererseits erhält keine Invalidenrente aus der beruflichen Vorsorge, wer lediglich zum Zeitpunkt des Eintritts der Invalidität, nicht jedoch auch zum Zeitpunkt des Eintritts der Arbeitsunfähigkeit versichert war[2]. 
Beispiel: Herr Muster arbeitet seit dem 1. Februar 2004 bei der X AG und ist seither bei der Pensionskasse der X AG vorsorgeversichert. Am 13. Juli 2008 verunfallt er und wird dadurch arbeitsunfähig. Nach Ablauf der 90-tägigen Kündigungssperrfrist[3] wird Herrn Muster am 15. Oktober 2008 unter Einhaltung des Gesetzes und des Arbeitsvertrages auf den 31. Dezember 2008 gekündigt[4]. Am 1. März 2009 wird Herr Muster von der Y GmbH zu einem Arbeitspensum von 30 % angestellt und arbeitet dort bis zum 30. September 2013. Gleichzeitig ist er seit dem 1. März 2009 bei der Pensionskasse der Y GmbH vorsorgeversichert. Am 1. Oktober 2009 verfügt die zuständige IV-Stelle eine Viertelrente der 1. Säule, bei einem Invaliditätsgrad von 45 %. Herr Muster erhält eine Viertelrente aus der Pensionskasse der X AG, weil er zum Zeitpunkt, als er arbeitsunfähig wurde, dort vorsorgeversichert war. Dass er zum Zeitpunkt des Eintritts der Invalidität nicht mehr dort, sondern bei der Pensionskasse der Y GmbH vorsorgeversichert war, spielt dabei keine Rolle.
- infolge eines Geburtsgebrechens bei Aufnahme der Erwerbstätigkeit zu mindestens 20 %, aber weniger als 40 % arbeitsunfähig waren und bei Erhöhung der Arbeitsunfähigkeit, deren Ursache zur Invalidität geführt hat, auf mindestens 40 % versichert waren[5];
- als Minderjährige invalid wurden[6] und deshalb bei Aufnahme einer Erwerbstätigkeit zu mindestens 20 %, aber weniger als 40 % arbeitsunfähig waren und bei Erhöhung der Arbeitsunfähigkeit, deren Ursache zur Invalidität geführt hat, auf mindestens 40 % versichert waren[7];

### Entstehung des Rentenanspruchs
Für den Beginn des Anspruchs auf die obligatorischen Invalidenleistungen gelten sinngemäss die entsprechenden Bestimmungen des Bundesgesetzes vom 19. Juni 1959 über die Invalidenversicherung.
Die Vorsorgeeinrichtung kann in ihren reglementarischen Bestimmungen vorsehen, dass der Anspruch aufgeschoben wird, solange der Versicherte den vollen Lohn erhält.

### Höhe der Invalidenrente (Voll- und Teilinvalidenrente)
Die Höhe der obligatorischen Invalidenrente, auf die der Versicherte Anspruch hat, hängt vom Invaliditätsgrad der IV ab:
- eine volle Invalidenrente erhält, wer im Sinne der IV zu mindestens 70 % invalid ist[10];
- eine Dreiviertelsrente erhält, wer im Sinne der IV zu mindestens 60 % Prozent invalid ist[11];
- eine halbe Rente erhält, wer im Sinne der IV mindestens zu 50 % invalid ist[12];
- eine Viertelrente erhält, wer mindestens zu 40 % invalid ist[13].

### Berechnung der Invalidenrente
Die obligatorische Invalidenrente wird wie folgt berechnet:
Umwandlungssatz * Altersguthaben
Als Umwandlungssatz wird derjenige genommen, der für die obligatorische Altersrente im 65. Altersjahr gilt. Dieser beträgt zurzeit 6,8 % (Stand 1. Januar 2015).
Das obligatorische Altersguthaben besteht aus folgenden Beträgen:
1. dem obligatorischen Altersguthaben, das der Versicherte bis zum Beginn des Anspruches auf die Invalidenrente erworben hat[16];
2. der Summe der obligatorischen Altersgutschriften für die bis zum ordentlichen Rentenalter fehlenden Jahre, ohne Zinsen. Berechnet werden diese Altersgutschriften auf dem koordinierten Lohn des Versicherten während seines letzten Versicherungsjahres in der Vorsorgeeinrichtung[17].

#### Beispiel einer vollen Invalidenrente
Herr Muster ist am 1. März 1980 geboren. Er arbeitet seit 1997 bei der X AG. Gemäss rechtskräftiger Verfügung der IV-Stelle ist er infolge psychischer Beeinträchtigung ab 1. Juni 2014 vollständig arbeitsunfähig. Herr Musters Lohn und obligatorisches Altersguthaben haben sich bis zum Beginn des Anspruches auf die Invalidenrente wie folgt entwickelt:
| Jahr                               | Alter in Jahren | Lohn        | Unterer Grenzbetrag gem. BVG | Oberer Grenzbetrag gem. BVG | Koordinierter Lohn | Altersgutschriften in Prozenten des koordinierten Lohns | Altersgutschriften in CHF | Zinsen in Prozenten des Altersguthabens | Zinsen in CHF | Altersguthaben in CHF |
| ---------------------------------- | --------------- | ----------- | ---------------------------- | --------------------------- | ------------------ | ------------------------------------------------------- | ------------------------- | --------------------------------------- | ------------- | --------------------- |
| 1997                               | 17              | CHF 6’000   | CHF 0                        | CHF 0                       | CHF 0              | CHF 0                                                   | CHF 0                     | 0 %                                     | CHF 0         | CHF 0                 |
| 1998                               | 18              | CHF 8’000   | CHF 23’880                   | CHF 71’640                  | CHF 0              | 0 %                                                     | CHF 0                     | 0 %                                     | CHF 0         | CHF 0                 |
| 1999                               | 19              | CHF 10’000  | CHF 24’120                   | CHF 72’360                  | CHF 0              | 0 %                                                     | CHF 0                     | 0 %                                     | 0 CHF         | 0 CHF                 |
| 2000                               | 20              | CHF 40’000  | CHF 24’120                   | CHF 72’360                  | CHF 15’880         | 0 %                                                     | 0 CHF                     | 0 %                                     | 0 CHF         | 0 CHF                 |
| 2001                               | 21              | CHF 50’000  | CHF 24’720                   | CHF 74’160                  | CHF 25’280         | 0 %                                                     | 0 CHF                     | 0 %                                     | 0 CHF         | 0 CHF                 |
| 2002                               | 22              | CHF 50’000  | CHF 24’720                   | CHF 74’160                  | CHF 25’280         | 0 %                                                     | 0 CHF                     | 0 %                                     | 0 CHF         | 0 CHF                 |
| 2003                               | 23              | CHF 50’000  | CHF 25’320                   | CHF 75’960                  | CHF 24’680         | 0 %                                                     | 0 CHF                     | 0 %                                     | 0 CHF         | 0 CHF                 |
| 2004                               | 24              | CHF 50’000  | CHF 25’320                   | CHF 75’960                  | CHF 24’680         | 0 %                                                     | 0 CHF                     | 0 CHF                                   | 0 CHF         | 0 CHF                 |
| 2005                               | 25              | CHF 55’000  | CHF 22’575                   | CHF 77’400                  | CHF 32’425         | 7 %                                                     | CHF 2'269.75              | 0 %                                     | 0 CHF         | CHF 2'269.75          |
| 2006                               | 26              | CHF 55’000  | CHF 22’575                   | CHF 77’400                  | CHF 32’425         | 7 %                                                     | CHF 2'269.75              | 2,5 %                                   | CHF 56.74     | CHF 4'596.24          |
| 2007                               | 27              | CHF 55'000  | CHF 23’205                   | CHF 79’560                  | CHF 31’795         | 7 %                                                     | CHF 2'225.65              | 2,5 %                                   | CHF 114.91    | CHF 6'936.80          |
| 2008                               | 28              | CHF 57’000  | CHF 23’205                   | CHF 79’560                  | CHF 33’795         | 7 %                                                     | CHF 2'365.65              | 2,75 %                                  | CHF 190.76    | CHF 9'493.21          |
| 2009                               | 29              | CHF 57’000  | CHF 23’940                   | CHF 82’080                  | CHF 33’060         | 7 %                                                     | CHF 2'314.20              | 2 %                                     | CHF 189.86    | CHF 11'997.28         |
| 2010                               | 30              | CHF 57’000  | CHF 23’940                   | CHF 82’080                  | CHF 33’060         | 7 %                                                     | CHF 2'314.20              | 2 %                                     | CHF 239.95    | CHF 14'551.42         |
| 2011                               | 31              | CHF 57’000  | CHF 24’360                   | CHF 83’520                  | CHF 32’640         | 7 %                                                     | CHF 2'284.80              | 2 %                                     | CHF 291.03    | CHF 17'127.25         |
| 2012                               | 32              | CHF 70’000  | CHF 24’360                   | CHF 83’520                  | CHF 45’640         | 7 %                                                     | CHF 3'194.80              | 1,5 %                                   | CHF 256.91    | CHF 20'578.96         |
| 2013                               | 33              | CHF 90’000  | CHF 24’570                   | CHF 84’240                  | CHF 59’670         | 7 %                                                     | CHF 4'176.90              | 1,5 %                                   | CHF 308.68    | CHF 25'064.54         |
| 1. Januar 2014 bis 31. Mai 2014    | 34              | CHF 100’000 | CHF 24’570                   | CHF 84’240                  | CHF 59’670         | 7 %                                                     | CHF 1'740.38              | 1,75 %                                  | CHF 438.63    | CHF 27'243.55         |
| 1. Juni 2014 bis 31. Dezember 2014 | 34              | CHF 100’000 | CHF 24’570                   | CHF 84’240                  | CHF 59’670         | 7 %                                                     | CHF 2'436.52              | 1,75 %                                  | CHF 0         | CHF 32'116.59         |
| 2015                               | 35              | CHF 100’000 | CHF 24’570                   | CHF 84’240                  | CHF 59’670         | 10 %                                                    | CHF 5’967                 | CHF 0                                   | CHF 0         | CHF 38'083.59         |
| 2016                               | 36              | CHF 100’000 | CHF 24’570                   | CHF 84’240                  | CHF 59’670         | 10 %                                                    | CHF 5’967                 | CHF 0                                   | CHF 0         | CHF 44'050.59         |
| 2017                               | 37              | CHF 100’000 | CHF 24’570                   | CHF 84’240                  | CHF 59’670         | 10 %                                                    | CHF 5’967                 | CHF 0                                   | CHF 0         | CHF 50'017.59         |
| 2018                               | 38              | CHF 100’000 | CHF 24’570                   | CHF 84’240                  | CHF 59’670         | 10 %                                                    | CHF 5’967                 | CHF 0                                   | CHF 0         | CHF 55'984.59         |
| 2019                               | 39              | CHF 100’000 | CHF 24’570                   | CHF 84’240                  | CHF 59’670         | 10 %                                                    | CHF 5’967                 | CHF 0                                   | CHF 0         | CHF 61'951.59         |
| 2020                               | 40              | CHF 100’000 | CHF 24’570                   | CHF 84’240                  | CHF 59’670         | 10 %                                                    | CHF 5’967                 | CHF 0                                   | CHF 0         | CHF 67'918.59         |
| 2021                               | 41              | CHF 100’000 | CHF 24’570                   | CHF 84’240                  | CHF 59’670         | 10 %                                                    | CHF 5’967                 | CHF 0                                   | CHF 0         | CHF 73'885.59         |
| 2022                               | 42              | CHF 100’000 | CHF 24’570                   | CHF 84’240                  | CHF 59’670         | 10 %                                                    | CHF 5’967                 | CHF 0                                   | CHF 0         | CHF 79'852.59         |
| 2023                               | 43              | CHF 100’000 | CHF 24’570                   | CHF 84’240                  | CHF 59’670         | 10 %                                                    | CHF 5’967                 | CHF 0                                   | CHF 0         | CHF 85'819.59         |
| 2024                               | 44              | CHF 100’000 | CHF 24’570                   | CHF 84’240                  | CHF 59’670         | 10 %                                                    | CHF 5’967                 | CHF 0                                   | CHF 0         | CHF 91'786.59         |
| 2025                               | 45              | CHF 100’000 | CHF 24’570                   | CHF 84’240                  | CHF 59’670         | 15 %                                                    | CHF 8'950.50              | CHF 0                                   | CHF 0         | CHF 100'737.09        |
| 2026                               | 46              | CHF 100’000 | CHF 24’570                   | CHF 84’240                  | CHF 59’670         | 15 %                                                    | CHF 8'950.50              | CHF 0                                   | CHF 0         | CHF 109'687.59        |
| 2027                               | 47              | CHF 100’000 | CHF 24’570                   | CHF 84’240                  | CHF 59’670         | 15 %                                                    | CHF 8'950.50              | CHF 0                                   | CHF 0         | CHF 118'638.09        |
| 2028                               | 48              | CHF 100’000 | CHF 24’570                   | CHF 84’240                  | CHF 59’670         | 15 %                                                    | CHF 8'950.50              | CHF 0                                   | CHF 0         | CHF 127'588.59        |
| 2029                               | 49              | CHF 100’000 | CHF 24’570                   | CHF 84’240                  | CHF 59’670         | 15 %                                                    | CHF 8'950.50              | CHF 0                                   | CHF 0         | CHF 136'539.09        |
| 2030                               | 50              | CHF 100’000 | CHF 24’570                   | CHF 84’240                  | CHF 59’670         | 15 %                                                    | CHF 8'950.50              | CHF 0                                   | CHF 0         | CHF 145'489.59        |
| 2031                               | 51              | CHF 100’000 | CHF 24’570                   | CHF 84’240                  | CHF 59’670         | 15 %                                                    | CHF 8'950.50              | CHF 0                                   | CHF 0         | CHF 154'440.09        |
| 2032                               | 52              | CHF 100’000 | CHF 24’570                   | CHF 84’240                  | CHF 59’670         | 15 %                                                    | CHF 8'950.50              | CHF 0                                   | CHF 0         | CHF 163'390.59        |
| 2033                               | 53              | CHF 100’000 | CHF 24’570                   | CHF 84’240                  | CHF 59’670         | 15 %                                                    | CHF 8'950.50              | CHF 0                                   | CHF 0         | CHF 172'341.09        |
| 2034                               | 54              | CHF 100’000 | CHF 24’570                   | CHF 84’240                  | CHF 59’670         | 15 %                                                    | CHF 8'950.50              | CHF 0                                   | CHF 0         | CHF 181'291.59        |
| 2035                               | 55              | CHF 100’000 | CHF 24’570                   | CHF 84’240                  | CHF 59’670         | 18 %                                                    | CHF 10'740.60             | CHF 0                                   | CHF 0         | CHF 192'032.19        |
| 2036                               | 56              | CHF 100’000 | CHF 24’570                   | CHF 84’240                  | CHF 59’670         | 18 %                                                    | CHF 10'740.60             | CHF 0                                   | CHF 0         | CHF 202'772.79        |
| 2037                               | 57              | CHF 100’000 | CHF 24’570                   | CHF 84’240                  | CHF 59’670         | 18 %                                                    | CHF 10'740.60             | CHF 0                                   | CHF 0         | CHF 213'513.39        |
| 2038                               | 58              | CHF 100’000 | CHF 24’570                   | CHF 84’240                  | CHF 59’670         | 18 %                                                    | CHF 10'740.60             | CHF 0                                   | CHF 0         | CHF 224'253.99        |
| 2039                               | 59              | CHF 100’000 | CHF 24’570                   | CHF 84’240                  | CHF 59’670         | 18 %                                                    | CHF 10'740.60             | CHF 0                                   | CHF 0         | CHF 234'994.59        |
| 2040                               | 60              | CHF 100’000 | CHF 24’570                   | CHF 84’240                  | CHF 59’670         | 18 %                                                    | CHF 10'740.60             | CHF 0                                   | CHF 0         | CHF 245'735.19        |
| 2041                               | 61              | CHF 100’000 | CHF 24’570                   | CHF 84’240                  | CHF 59’670         | 18 %                                                    | CHF 10'740.60             | CHF 0                                   | CHF 0         | CHF 256'475.79        |
| 2042                               | 62              | CHF 100’000 | CHF 24’570                   | CHF 84’240                  | CHF 59’670         | 18 %                                                    | CHF 10'740.60             | CHF 0                                   | CHF 0         | CHF 267'216.39        |
| 2043                               | 63              | CHF 100’000 | CHF 24’570                   | CHF 84’240                  | CHF 59’670         | 18 %                                                    | CHF 10'740.60             | CHF 0                                   | CHF 0         | CHF 277'956.99        |
| 2044                               | 64              | CHF 100’000 | CHF 24’570                   | CHF 84’240                  | CHF 59’670         | 18 %                                                    | CHF 10'740.60             | CHF 0                                   | CHF 0         | CHF 288'697.59        |
| 2045                               | 65              | CHF 100’000 | CHF 24’570                   | CHF 84’240                  | CHF 59’670         | 18 %                                                    | CHF 10'740.60             | CHF 0                                   | CHF 0         | CHF 299'438.19        |

Das Altersguthaben von CHF 299'438.19 wird mit dem Umwandlungssatz von 6,8 % multipliziert, der für die obligatorische Altersrente im 65. Altersjahr gilt:
CHF 299'438.19 * 6,8 % = CHF 20'361.80
Die obligatorische Invalidenrente pro Jahr von Herrn Muster ist also CHF 20'361.80.

#### Beispiel einer Teilinvalidenrente
Erhält Herr Muster eine Teilinvalidenrente und bleiben aber alle anderen Parameter wie oben, ergibt sich folgende Berechnung:
| Invaliditätsgrad in Prozenten | Invalidenrente in Prozenten | Invalidenrente in CHF |
| ----------------------------- | --------------------------- | --------------------- |
| 70 %                          | 100 %                       | CHF 20'361.80         |
| 60 %                          | 75 %                        | CHF 15'271.35         |
| 50 %                          | 50 %                        | CHF 10'180.90         |
| 40 %                          | 25 %                        | CHF 5'090.45          |

### Ende der Invalidenrente
Die obligatorische Invalidenrente endet wie folgt:
- mit dem Tode des Invaliden[22]
- mit dem Wegfall der Invalidität[23]
- bei Arbeitslosen, die Taggelder der Arbeitslosenversicherung beziehen und damit in der beruflichen Vorsorge obligatorisch für die Risiken Tod und Invalidität versichert sind, spätestens bei Entstehen des Anspruches auf eine Altersleistung[24]
- bei den Versicherten, die nach Ausscheiden aus der obligatorischen Versicherung sich freiwillig weiterhin im bisherigen Umfang versichern lassen, spätestens bei Entstehen des Anspruches auf eine Altersleistung[25]

Wird die Invalidenrente der ersten Säule nach Verminderung des Invaliditätsgrades herabgesetzt oder aufgehoben, bleibt der Versicherte in der zweiten Säule dennoch drei Jahre wie bisher versichert, sofern er vor der Herabsetzung oder Aufhebung der Invalidenrente der ersten Säule
- an Massnahmen zur Wiedereingliederung nach Art. 8 IVG teilgenommen hat
- oder die Rente wegen der Wiederaufnahme einer Erwerbstätigkeit oder Erhöhung des Beschäftigungsgrades herabgesetzt oder aufgehoben wurde[26].

Dies gilt allerdings nicht bei pathogenetisch-ätiologisch unklaren syndromalen Beschwerdebildern ohne nachweisbare organische Grundlage. In solchen Fällen wird die Invalidenrenten der der beruflichen Vorsorge auf denselben Zeitpunkt wie diejenige der ersten Säule herabgesetzt oder aufgehoben.

## Invalidität im überobligatorischen Bereich

### Leistungsanspruch
Im Bereich der weitergehenden Vorsorge können die Vorsorgeeinrichtungen den Invaliditätsbegriff in den Statuten oder Reglementen selber bestimmen. Sie können den Invaliditätsbegriff der obligatorischen Versicherung auch im überobligatorischen Bereich verwenden oder den Begriff selbständig definieren: Z.B. kann definiert werden, dass nur eine Arbeitsunfähigkeit aufgrund körperlicher oder geistiger (nicht aber infolge psychischer) Arbeitsunfähigkeit zur Invalidität führt.
Eine Invalidenrente kann wie bei der obligatorischen Vorsorge erst ab einem Invaliditätsgrad von 40 % oder schon bei einem niedrigeren Invaliditätsgrad – z. B. bei 25 % – ausgerichtet werden.
Die überobligatorische Invalidenrente kann – wie die obligatorische – nach dem Beitragsprimat oder – in der Praxis in den meisten Fällen – im Leistungsprimat berechnet werden.

#### Beispiele einer Invalidenrente im Beitragsprimat
Beispiel 1: Herr Muster ist am 1. März 1980 geboren. Er arbeitet seit 1997 bei der X AG. Gemäss rechtskräftiger Verfügung der IV-Stelle ist er infolge psychischer Beeinträchtigung ab 1. Juni 2014 vollständig arbeitsunfähig.
Gemäss Vorsorgereglement ist von Anfang an unverändert ein Lohn bis CHF 100'000 versichert und die überobligatorische Invalidenrente ist im Übrigen wie in der obligatorischen Vorsorge definiert. Die Altersgutschriften und die Zinsen entsprechen denjenigen gemäss BVG. Der untere Koordinationsabzug ist gleich dem unteren Grenzbetrag gemäss BVG.
Beispiel 2: Im Unterschied zum Beispiel 1 sieht das Vorsorgereglement nur eine überobligatorische Invalidenrente vor, wenn die Arbeitsunfähigkeit auf körperlicher oder geistiger Beeinträchtigung basiert. In diesem Fall bekommt Herr Muster nur die obligatorische Invalidenrente.

#### Beispiel einer Invalidenrente im Leistungsprimat
Herr Muster ist am 1. März 1980 geboren. Er arbeitet seit 1997 bei der X AG. Gemäss rechtskräftiger Verfügung der IV-Stelle ist er infolge psychischer Beeinträchtigung ab 1. Juni 2014 vollständig arbeitsunfähig. Gemäss Vorsorgereglement ist ein Lohn von CHF 100'000.-- versichert. Eine volle Invalidenrente entspricht pro Jahr 60 % des versicherten Lohns.